# Curral Queimado
O Curral Queimado é uma elevação portuguesa localizada no concelho de São Roque do Pico, ilha do Pico, arquipélago dos Açores.
Este acidente geológico tem o seu ponto mais elevado a 788 metros de altitude acima do nível do mar e localiza-se próximo da Lagoa do Capitão, da Lagoa da Barreira e das elevações do Portal da Fonte, da Cova da Barreira, do Cabeço da Serreta e do Cabeço da Cruz.